# نيكل نيشال تشاند
نيكل نيشال تشاند (بالإنجليزية: Nickel Nishal Chand)‏ (من مواليد 28 يوليو 1995) هو لاعب كرة قدم فيجي يلعب كلاعب خط وسط لامي في الدوري الوطني لكرة القدم .

## التمثل الدولي
تم اختيار تشاند لمشاركة في منتخب فيجي الوطني لأقل من 20 عامًا للتنافس في كأس العالم تحت 20 سنة 2015 FIFA في مايو 2015. حيث لعب في جميع مباريات المجموعة الثلاث في فيجي ضد ألمانيا وهندوراس وأوزبكستان .
تم اختيار تشاند أيضًا من قبل الفريق الوطني تحت 23 عامًا لدورة كرة القدم لألعاب المحيط الهادئ لعام 2015 وسجل هدفًا في مباراتهم الافتتاحية ضد فانواتو .
في 29 مايو 2016 ، ظهر تشاند لأول مرة مع المنتخب الوطني الأول في كأس أمم أوقيانوسيا 2016 في خسارتهم 3-1 أمام نيوزيلندا .

## روابط خارجية
- نيكل نيشال تشاند على موقع الاتحاد الدولي (مؤرشف)  (الإنجليزية)
- نيكل نيشال تشاند على موقع قاعدة بيانات كرة القدم.إي يو (الإنجليزية)
- نيكل نيشال تشاند على موقع ناشيونال فوتبول تيمز (الإنجليزية)
- نيكل نيشال تشاند على موقع Soccerway.com (الإنجليزية)
- نيكل نيشال تشاند على موقع أوليمبيديا (الإنجليزية)
- نيكل نيشال تشاند – سجل منافسات الفيفا
- نيكل نيشال تشاند  على سكروي